# تربیت احساساتی (فیلم)
«تربیت احساساتی» (انگلیسی: Sentimental Education (film)) یک فیلم به کارگردانی الکساندر آستروک است که در سال ۱۹۶۲ منتشر شد. از بازیگران آن می‌توان به ژان-کلود برایلی، ماری-ژوزه نات، و میشل اوکلر اشاره کرد.